# Carlos Verona
Carlos Verona Quintanilla, né le 4 novembre 1992 à San Lorenzo de El Escorial, est un coureur cycliste espagnol.

## Biographie
En catégorie junior, Carlos Verona est troisième du championnat d'Espagne sur route en 2009 et deuxième du championnat d'Espagne du contre-la-montre en 2010. En 2011, à 18 ans, il devient coureur professionnel au sein de l'équipe Burgos 2016-Castilla y León.
En 2013, il est recruté par l'équipe belge Omega Pharma-Quick Step. L'année suivante, à 21 ans, il dispute le Tour d'Espagne, son premier grand tour. Il s'illustre lors de la quatorzième étape, prenant la neuvième place, et termine 66e du classement général. À l'issue de cette saison, son contrat est prolongé pour deux ans. En avril 2015, une chute lors du Tour du Pays basque lui cause une fracture du scaphoïde de la main gauche, entraînant deux mois de repos. Il reprend la compétition en juin, au Tour de Cologne.
En juillet 2016, il quitte Etixx-Quick Step et signe pour deux saisons et demie avec l'équipe Orica-BikeExchange qui devient en 2017 Orica-Scott.

## Palmarès
- 2009
  - 3e du championnat d'Espagne sur route juniors
- 2010
  - 2e du championnat d'Espagne du contre-la-montre juniors
- 2017
  - 8e du Tour de Catalogne
- 2018
  - 2e du Grand Prix Miguel Indurain
  - 5e du Tour du Guangxi
- 2022
  - 7e étape du Critérium du Dauphiné
  - 6e du Tour des Émirats arabes unis
- 2024
  - 9e du Tour des Émirats arabes unis
- 2025
  - 15e étape du Tour d'Italie

## Résultats sur les grands tours

### Tour de France
5 participations
- 2019 : 105e
- 2020 : 19e
- 2021 : 101e
- 2022 : 27e
- 2024 : 24e

### Tour d'Italie
4 participations
- 2016 : 43e
- 2017 : 57e
- 2023 : 49e
- 2025 : 54e, vainqueur de la 15e étape

### Tour d'Espagne
7 participations
- 2014 : 66e
- 2015 : 29e
- 2017 : 73e
- 2020 : 30e
- 2021 : non-partant (18e étape)
- 2022 : 35e
- 2024 : 32e

## Classements mondiaux
| Année                                 | 2011 | 2012 | 2013 | 2014 | 2015 | 2016  | 2017 | 2018 | 2019 | 2020 | 2021 | 2022 | 2023 | 2024 |
| ------------------------------------- | ---- | ---- | ---- | ---- | ---- | ----- | ---- | ---- | ---- | ---- | ---- | ---- | ---- | ---- |
| UCI World Tour                        |      |      | nc   | nc   | nc   | 223e  | 147e | 126e |      |      |      |      |      |      |
| Classement mondial                    |      |      |      |      |      | 629e  | 352e | 251e | 503e | 311e | 598e | 184e | 460e | 335e |
| UCI Europe Tour                       | 597e | nc   |      |      |      | 1703e | 588e | 431e | 386e | 257e | 482e | 151e | nc   | nc   |
| UCI Asia Tour                         | nc   | nc   |      |      |      | 477e  | nc   | nc   |      |      |      |      |      |      |
|                                       |      |      |      |      |      |       |      |      |      |      |      |      |      |      |
| Légende : nc = non classéSource : UCI |      |      |      |      |      |       |      |      |      |      |      |      |      |      |